# Tornakápolna
Tornakápolna é um município da Hungria, situado no condado de Borsod-Abaúj-Zemplén. Tem 4,02 km² de área e sua população em 2015 foi estimada em 12 habitantes.